# Pawłowice (Toszek)
Pawłowice (deutsch: Pawlowitz, 1936–1945 Paulshofen) ist ein Ort in der Stadt- und Landgemeinde Toszek (Tost) im Powiat Gliwicki der Woiwodschaft Schlesien in Polen.

## Geographie
Pawłowice liegt drei Kilometer westlich von Toszek, 23 Kilometer nordwestlich von Gliwice (Gleiwitz) und 43 Kilometer nordwestlich von Katowice (Kattowitz).
Nachbarorte von Pawłowice sind im Westen Ligota Toszecka (Ellguth-Tost), im Norden Płużniczka (Klein Pluschnitz) und im Osten Toszek (Tost).

## Geschichte
Bei der Volksabstimmung in Oberschlesien am 20. März 1921 stimmten 57 Wahlberechtigte für einen Verbleib bei Deutschland und 40 für Polen. Pawlowitz verblieb beim Deutschen Reich. 1933 lebten im Ort 162 Einwohner. Am 12. Februar 1936 wurde der Ort in Paulshofen umbenannt. 1939 hatte der Ort 186 Einwohner. Bis 1945 befand sich der Ort im Landkreis Tost-Gleiwitz.
1945 kam der bisher deutsche Ort unter polnische Verwaltung und wurde in Pawłowice umbenannt und der Woiwodschaft Schlesien angeschlossen. 1950 kam der Ort zur Woiwodschaft Kattowitz. 1999 kam der Ort zum wiedergegründeten Powiat Gliwicki und zur neuen Woiwodschaft Schlesien.